# Vulkan Files
I Vulkan Files sono una raccolta di e-mail e altri documenti trapelati che implicano la società russa NTC Vulkan (НТЦ Вулкан in russo) in operazioni di criminalità informatica, interferenze politiche in affari esteri (come nelle elezioni presidenziali degli Stati Uniti del 2016) attraverso i social media, censura dei social media nazionali e spionaggio, in collaborazione con il Servizio di sicurezza federale russo (FSB), le sue forze armate (GOU e GRU) e il Servizio di intelligence estero (SVR).
Il software sviluppato da Vulkan sarebbe in grado di disattivare i sistemi di controllo dei trasporti ferroviari, aerei e marittimi, di interrompere le linee elettriche e di identificare le vulnerabilità delle infrastrutture critiche, tra le altre cose. Per l'esperta di origine ucraina Marina Krotofil dell'European Cyber Security Network, sentita da Zdf, "qualsiasi attacco informatico violerebbe la Convenzione di Ginevra perché sarebbe perpetrato contro infrastrutture civili".

## L'inchiesta
I documenti, per un totale di circa 5.000 pagine, sono stati resi noti pochi giorni dopo l'invasione russa dell'Ucraina, il 24 febbraio 2022, al quotidiano tedesco Süddeutsche Zeitung da un informatore contrario alla guerra. Questi sono stati analizzati dai giornalisti del giornale, con la collaborazione di The Guardian, Le Monde e Washington Post, oltre che di diversi altri media, nell'ambito di un consorzio guidato da Paper Trail Media e Der Spiegel. Il consorzio ha diffuso i primi dettagli della sua inchiesta il 30 marzo 2023.
Cinque agenzie di intelligence occidentali e diversi esperti e organizzazioni indipendenti di sicurezza informatica hanno autenticato i dossier, anche se non è stato possibile definire l'uso di queste tecnologie in cyberattacchi noti.